# Области Краљевине Срба, Хрвата и Словенаца
Области Краљевине Срба, Хрвата и Словенаца биле су основне јединице административне и територијалне самоуправе у Краљевини СХС у периоду од 1921. до 1929. године. Формално су установљене Видовданским уставом од 28. јуна 1921. године, а делокруг и начин рада обласних власти детаљније је дефинисан 21. марта 1922. године, када су донета два законска акта: "Закон о општој управи" и "Закон о обласној и среској самоуправи". Потом је 26. априла 1922. године донета и посебна "Уредба о подели земље на области", којом је извршена подела целокупног државног подручја на 33 области.
У територијалном смислу, новоустановљене области нису се увек поклапале са дотадашњим административним јединицама. Области су имале и своја представничка и извршна тела. На челу обласне администрације налазио се велики жупан, кога је постављао краљ. Главно представничко тело била је обласна скупштина, чији су чланови бирани на непосредним изборима. Обласна скупштина је бирала обласни одбор, који је управљао пословима из делокруга обласне самоуправе. Услед политичких превирања, обласна самоуправа је у појединим покрајинама уведена са закашњењем, а тај процес се одвијао поступно, у периоду од 1922. до 1924. године. Због тог кашњења и сложених политичких односа у многим деловима земље, обласни избори су одржани тек 1927. године. Области су укинуте већ 1929. године, након проглашења Краљевине Југославије, када је држава подељена на бановине.

## Области
| Област             | Површина km2 | Број становника (1922) | Седиште    |
| ------------------ | ---------- | ---------------------- | ---------- |
| Београдска         | 9.581,4    | 762.493                | Београд    |
| Загребачка         | 8.162,3    | 809.482                | Загреб     |
| Љубљанска          | 9.489,0    | 537.079                | Љубљана    |
| Приморско-крајишка | 14.121,9   | 624.708                | Карловац   |
| Мариборска         | 7.569,0    | 624.121                | Марибор    |
| Осјечка            | 13.383,5   | 775.723                | Осијек     |
| Сремска            | 6.865,9    | 407.025                | Вуковар    |
| Бачка              | 7.267,0    | 590.500                | Нови Сад   |
| Подунавска         | 6.094,1    | 405.113                | Смедерево  |
| Подринска          | 3.551,3    | 182.358                | Шабац      |
| Ваљевска           | 2.457,8    | 133.984                | Ваљево     |
| Шумадијска         | 3.864,4    | 241.862                | Крагујевац |
| Моравска           | 2.889,4    | 183.959                | Ћуприја    |
| Пожаревачка        | 4.230,5    | 219.103                | Пожаревац  |
| Тимочка област     | 6.352,4    | 240.506                | Зајечар    |
| Нишка              | 7.269,3    | 422.273                | Ниш        |
| Врањска            | 5.869,7    | 249.321                | Врање      |
| Косовска           | 8.471,9    | 351.990                | Приштина   |
| Скопска            | 8.849,0    | 336.423                | Скопље     |
| Брегалничка        | 4.956,0    | 104.460                | Штип       |
| Битољска           | 11.969,0   | 341.095                | Битољ      |
| Рашка              | 8.435,8    | 264.803                | Чачак      |
| Ужичка             | 7.555,7    | 214.271                | Ужице      |
| Крушевачка         | 2.709,9    | 152.976                | Крушевац   |
| Зетска             | 13.326,0   | 348.957                | Цетиње     |
| Сплитска           | 9.836,4    | 469.111                | Сплит      |
| Дубровачка         | 2.649,4    | 136.698                | Дубровник  |
| Тузланска          | 8.918,0    | 416.413                | Тузла      |
| Сарајевска         | 8.405,0    | 287.214                | Сарајево   |
| Бихаћка            | 5.603,0    | 2017.023               | Бихаћ      |
| Врбаска            | 9.018,0    | 423.240                | Бања Лука  |
| Мостарска          | 9.139,0    | 265.330                | Мостар     |
| Травничка          | 10.116,0   | 280.709                | Травник    |

## Подела земље на области
Уредбом из 1922. године, држава је подељена на 33 области. Границе области су пресецале дотадашње границе готово свих покрајина. Једино на простору Босне и Херцеговине није било територијалних промена, већ је покрајинска управа укинута, а дотадашњи окрузи су постали области. За сваку област били су предвиђени посебни аутономни органи, то су биле обласне скупштине и обласни одбори. У делокругу рада аутономних обласних органа нашле су се економске, финансијске, саобраћајне и просветне надлежности. Закон је предвиђао и могућност да области, под одређеним условима, могу бити уједињене, а поједине општине и срезови издвојени из постојећих области и прикључени суседним.

## Велики жупани
На челу области налазили су се велики жупани, као политички представници владе. Закон о општој управи давао је великом жупану надлежност у свим гранама опште управе. У општу управу спадали су сви послови из надлежности министра унутрашњих послова, просвете, аграрне реформе, пољопривреде и вода, грађевина, трговине и индустрије, народног здравља, социјалне политике, вера, шума и рудника, уколико се не односе на управу државним доменима. Ван опсега опште управе остали су, осим државних домена шума и руда, још и послови министарстава спољних послова, војске и морнарице, правде, изједначења закона, финансија, саобраћаја, пошта и телеграфа.
Велики жупан је надзор над радом среских власти остваривао преко окружних начелника, који су били помоћници великог жупана, тако да увођењем области није у потпуности укинут окружни ниво управе, који је трансформисан у испоставу обласне власти. Дотадашње окружне управе су заједно са својим чиновништвом интегрисане у обласну управу, док су окружним начелницима, као надзорним органима, остављени само основни службеници. Као и великог жупана, окружне начелнике је такође постављао краљ (чланови 15-17. Закона о општој управи из 1922. године).